# دامیتا جو (آلبوم)
دامیتا جو (انگلیسی: Damita Jo) هشتمین آلبوم استودیویی جنت جکسون، خوانندۀ آمریکایی است که در ۳۰ مارس ۲۰۰۴ توسط ویرجین رکوردز منتشر شد.

## منبع
1. ↑  "Janet Jackson Lays Tracks For New LP – MTV.com". MTV. 2002-10-16. Archived from the original on March 27, 2014. Retrieved 2011-04-17.